# Mouhoub Nait Merabet
Mouhoub Nait Merabet (* 9. März 1993 in Aïn El Hammam, Provinz Tizi Ouzou) ist ein französisch-algerischer Fußballspieler.

## Karriere
Mouhoub Nait Merabet erlernte das Fußballspielen in der Jugend des ES Parisienne. Seinen ersten Vertrag unterschrieb er 2013 bei Olympique Noisy-le-Sec. Der Verein aus Noisy-le-Sec spielte in der fünften französischen Liga. Über die Station FC Miami City ging er Anfang 2018 nach Deutschland. Hier stand er die Rückrunde 2017/18 bei dem Oberligisten Rot Weiss Ahlen unter Vertrag. Für den Verein aus Ahlen bestritt er 15 Ligaspiele in der Oberliga Westfalen. Anschließend spielte er für die algerischen Vereine CA Bordj Bou Arréridj und JS Kabylie. Über den tunesischen Verein CS Sfax kehrte er 2021 wieder zu Olympique Noisy-le-Sec zurück. Es folgten die algerische Station RC Arbaâ und der französische Klub FCM Aubervilliers. Im Sommer 2025 ging er nach Thailand. Hier unterschrieb er in Chiangmai einen Vertrag beim Zweitligisten Chiangmai United FC.